# Akalikatti, Channagiri
Akalikatti là một làng thuộc tehsil Channagiri, huyện Davanagere, bang Karnataka, Ấn Độ.